# Lawrence Tibbett
Lawrence Mervil Tibbett (Bakersfield, 16 novembre 1896 – New York, 15 luglio 1960) è stato un cantante e attore statunitense.

## Biografia
Fino al 1915 studiò al Manual Arts High School di Los Angeles. Nel 1916 sposò Grace Mackay Smith. Durante la prima guerra mondiale prestò servizio nella Marina mercantile degli Stati Uniti d'America, poi studiò a New York con Frank La Forge.
Lawrence Tibbett fu uno dei grandi cantanti lirici del Metropolitan Opera House di New York, dove debuttò nel novembre 1923 come Lavitsky in Boris Godunov con Fyodor Chaliapin e successivamente come Valentin in Faust con Giovanni Martinelli, Marullo in Rigoletto con Giuseppe De Luca, Fléville in Andrea Chénier con Beniamino Gigli, Rosa Ponselle e Titta Ruffo, Silvio in Pagliacci.
Nel 1924 fu Herald ne I Compagnacci di Primo Riccitelli, Herald in Lohengrin, Moralès in Carmen, Marquis D'Obigny ne La traviata con Amelita Galli-Curci, Schlemil in Les contes d'Hoffmann con Lucrezia Bori, Shchelkalov in Boris Godunov; nel 1925 Ford in Falstaff diretto da Tullio Serafin, Kothner in Die Meistersinger von Nürnberg e Ramiro in L'Heure espagnole; nel 1926 Neri ne La cena delle beffe di Umberto Giordano con Gigli diretto da Serafin, Tonio in Pagliacci, Wolfram in Tannhäuser, Mercuzio in Romeo e Giulietta, Fra Melitone ne La forza del destino con la Ponselle, Martinelli ed Ezio Pinza; nel 1927 Manfredo ne L'amore dei tre re di Italo Montemezzi con la Bori diretto da Serafin, Eadgar nella prima assoluta di The King's Henchman di Deems Taylor diretto da Serafin, Dappertutto in Les contes d'Hoffmann, Alfio in Cavalleria rusticana, Germont ne La traviata con la Galli-Curci, Gigli e diretto da Serafin, Telramund in Lohengrin; nel 1928 Escamillo in Carmen, Amonasro in Aida nella trasferta a Cleveland; nel 1929 Marcello ne La bohème e Jonny in Jonny spielt auf di Ernst Křenek, Jack Rance ne La fanciulla del West.
Nel 1931 Colonel Ibbetson nella prima assoluta di Peter Ibbetson di Deems Taylor con la Bori diretto da Serafin e Scarpia in Tosca con Giacomo Lauri-Volpi; nel 1932 Simon Boccanegra diretto da Serafin; nel 1933 Brutus Jones nella prima assoluta di The Emperor Jones di Louis Gruenberg diretto da Serafin; nel 1934 Wrestling Bradford nella prima assoluta di Merry Mount di Howard Hanson sempre con Serafin; nel 1935 Pasha nella prima assoluta di In the Pasha's Garden di John Laurence Seymour e Rigoletto con Lily Pons; nel 1936 Gianni Schicchi; nel 1937 Lindorf/Coppélius/Dappertutto/Dr. Miracle in Les contes d'Hoffmann e Guido in Caponsacchi di Richard Hageman diretto dal compositore, Iago in Otello; nel 1938 Sir John Falstaff.
Nel 1943 Don Carlo ne La forza del destino diretto da Bruno Walter; nel 1944 Golaud in Pelléas et Mélisande con Bidu Sayão; nel 1946 Michele ne Il tabarro con Licia Albanese; nel 1949 Captain Balstrode in Peter Grimes e nel 1950 Ivan Khovansky in Khovanshchina. Tibbett prese parte a 603 rappresentazioni del Metropolitan.
Al San Francisco Opera debuttò nel 1927 come Ford in Falstaff e Neri Chiaramantesi ne La cena delle beffe di Giordano; nel 1928 Amonasro in Aida e Manfredo ne L'amore dei tre re di Montemezzi, Tonio in Pagliacci e nel ruolo del Barone Scarpia in Tosca; nel 1933 Giorgio Germont ne La traviata con Claudia Muzio e Brutus Jones in The Emperor Jones di Gruenberg; nel 1936 Gianni Schicchi, Iago in Otello con Martinelli e Rigoletto; nel 1941 Figaro ne Il barbiere di Siviglia con la Sayão e Pinza, e Simon Boccanegra diretto da Erich Leinsdorf; nel 1947 Golaud in Pelléas et Mélisande, e nel 1949 Dappertutto/Dr. Miracle in Les contes d'Hoffmann.
Nel 1927 fu king Eadgar nella prima trasmissione radiofonica lirica registrata in studio nella CBS con la ripresa nel Metropolitan di The King's Henchman di Taylor.
L'incontro con il cinema fu solo occasionale, tuttavia ottenne una candidatura all'Oscar al miglior attore protagonista per Amor gitano (1930) di Lionel Barrymore. Il film era a colori ed è andato perduto, tranne qualche scena: viene oggi ricordato per essere stata l'unica apparizione a colori in un film di Stan Laurel e Oliver Hardy. Tibbett interpretò altri cinque film tra il 1930 e il 1936 come Passione cosacca con Grace Moore e Il re dell'opera con Virginia Bruce.
Al Wiener Staatsoper nel 1937 fu Rigoletto, e nel giugno 1946 tenne un concerto al Teatro La Fenice di Venezia. Nel 1954 fu César nella rappresentazione nel Majestic Theatre di New York di Fanny di Harold Rome. La sua registrazione di Gershwin, Porgy and Bess con Helen Jepson, diretta da Alexander Smallens, fu premiata con il Grammy Hall of Fame Award 2002.
Morì nel 1960 a seguito di una caduta in casa.

## Filmografia
- Amor gitano (The Rogue Song), regia di Lionel Barrymore, Hal Roach (1930)
- Passione cosacca (New Moon), regia di Jack Conway (1930)
- The Prodigal, regia di Harry A. Pollard (1931)
- La rumba dell'amore (The Cuban Love Song), regia di W. S. Van Dyke (1931)
- Il re dell'opera (Metropolitan), regia di Richard Boleslawski (1935)
- Schiavo della tua malia (Under Your Spell), regia di Otto Preminger (1936)

## Repertorio operistico
| Ruolo                                              | Titolo                          | Autore      |
| -------------------------------------------------- | ------------------------------- | ----------- |
| Escamillo Morales                                  | Carmen                          | Bizet       |
| Golaud                                             | Pelléas et Mélisande            | Debussy     |
| Fleville                                           | Andrea Chénier                  | Giordano    |
| Neri Chiaramantesi                                 | La cena delle beffe             | Giordano    |
| Valentin                                           | Faust                           | Gounod      |
| Mercuzio                                           | Roméo et Juliette               | Gounod      |
| Silvio Tonio/Taddeo                                | Pagliacci                       | Leoncavallo |
| Compare Alfio                                      | Cavalleria rusticana            | Mascagni    |
| Manfredo                                           | L'amore dei tre re              | Montemezzi  |
| Lavickij                                           | Boris Godunov                   | Musorgskij  |
| Ivan Chovanskij                                    | Chovanščina                     | Musorgskij  |
| Lindorf Coppélius Dappertutto Dr. Miracle Schlemil | Les contes d'Hoffmann           | Offenbach   |
| Marcello                                           | La bohème                       | Puccini     |
| Barone Vitellio Scarpia                            | Tosca                           | Puccini     |
| Michele                                            | Il tabarro                      | Puccini     |
| Jack Rance                                         | La fanciulla del West           | Puccini     |
| Gianni Schicchi                                    | Gianni Schicchi                 | Puccini     |
| Ramiro                                             | L'heure espagnole               | Ravel       |
| Figaro                                             | Il barbiere di Siviglia         | Rossini     |
| Sommo Sacerdote                                    | Samson et Dalila                | Saint-Saëns |
| Marullo Rigoletto                                  | Rigoletto                       | Verdi       |
| Giorgio Gérmont Marchese d'Obigny                  | La traviata                     | Verdi       |
| Simon Boccanegra                                   | Simon Boccanegra                | Verdi       |
| Don Carlo di Vargas                                | La forza del destino            | Verdi       |
| Amonasro                                           | Aida                            | Verdi       |
| Jago                                               | Otello                          | Verdi       |
| Ford Sir John Falstaff                             | Falstaff                        | Verdi       |
| Araldo del re Federico di Telramondo               | Lohengrin                       | Wagner      |
| Wolfram von Eschenbach                             | Tannhäuser                      | Wagner      |
| Hans Sachs                                         | I maestri cantori di Norimberga | Wagner      |

## Discografia parziale
- Debussy: Pelleas Et Melisande (1945) - Metropolitan Opera Orchestra & Chorus/Emil Cooper/Martial Singher/Lawrence Tibbett/Alexander Kipnis/Bidu Sayão, Naxos
- Hanson : Merry Mount (1934) - Metropolitan Opera Orchestra & Chorus/Tullio Serafin/Lawrence Tibbett/Gota Ljungberg/Gladys Swarthout, Naxos
- Offenbach: Les contes d'Hoffmann - Metropolitan Opera Orchestra & Chorus/Maurice De Abravanel/Lawrence Tibbet/Angelo Badà/Arnlod Gabor/George Rasely/Wilfred Engelmann/Irra Petina/René Maison/Louis D'Anglo/Vina Bovy/Norman Cordon, 2013 Mangora
- Puccini: Tosca - Metropolitan Opera Orchestra & Chorus/Cesare Sodero/Jan Peerce/Grace Moore/Lawrence Tibbett, Discover
- Verdi: Otello - Metropolitan Opera Orchestra/Wilfred Pelletier/Lawrence Tibbett/Giovanni Martinelli (tenore), Mastercorp
- Verdi: Otello (1938) - Elisabeth Rethberg/Giovanni Martinelli/Nicola Moscona/George Cehanovsky/Thelma Votipka/Nicholas Massue/Giovanni Paltrinieri/Metropolitan Opera Chorus & Orchestra/Lawrence Tibbett/Ettore Panizza, Naxos
- Verdi: Simon Boccanegra - Metropolitan Opera Orchestra & Chorus/Ettore Panizza/Lawrence Tibbett, Mastercorp
- Verdi: La forza del destino (Broadcast on 23rd January, 1943) - Lawrence Tibbett/Salvatore Baccaloni/Frederic Jagel/Irra Petina/Metropolitan Opera Chorus & Orchestra/Ezio Pinza/Stella Roman/Bruno Walter, Naxos
- Verdi: La Traviata - Frederic Jagel/Ettore Panizza/Lawrence Tibbett/Rosa Ponselle/Metropolitan Opera Orchestra & Chorus, Naxos
- Verdi: Rigoletto - Frederic Jagel/Ettore Panizza/Metropolitan Opera Chorus & Orchestra, Naxos
- Emperor Jones - 1934/The King's Henchman: Finale Act III - 1933/Pagliacci: Vesto la guibba - 1934/Faust: Act II; Scene I: Le Veau D'or - 1936 - Lawrence Tibbett/Stephen Kennedy, 2013 Global Village
- Lawrence Tibbett Recital, 2011YesterYears
- Lawrence Tibbett, Vol. 2 - Metropolitan Opera Orchestra/Tullio Serafin/Lawrence Tibbett, 2011 Mastercorp
- A Tribute to Tibbett - The Philadelphia Orchestra/Leopold Stokowski/Lawrence Tibbett, 2010 Mastercorp
- The Art Of Lawrence Tibbett, 2010 Mastercorp
- Home on the Range - Lawrence Tibbett, 2008 Mastercorp